# Eudromiella maroni
Eudromiella maroni är en kackerlacksart som beskrevs av Morgan Hebard 1926. Eudromiella maroni ingår i släktet Eudromiella och familjen småkackerlackor.
Artens utbredningsområde är Franska Guyana. Inga underarter finns listade i Catalogue of Life.